# Juliana Falconieri
|  | Per a altres significats, vegeu «Santa Juliana». |

Giuliana Falconieri (Florència, 1270 - 19 de juny de 1341) va ésser una religiosa italiana, fundadora de la branca femenina de l'orde dels servites. És venerada com a santa per l'Església catòlica.

## Biografia
Juliana era neboda d'Alessio Falconieri, noble que havia estat un dels fundadors de l'Orde dels Servites. Atreta per la fundació del seu oncle, va iniciar una vida de penitència, pregària i caritat, amb una devoció particular per la Mare de Déu i l'Eucaristia. Continuà essent laica; com d'altres dones, vivia a casa seva, enclaustrada però sense fer vots públics, seguint la regla de l'Orde dels Servents de Maria. Aquestes dones, pel vel (mantello) que cobria el seu cap, eren conegudes com a Mantellate. Per aquest gènere de vida, és considerada fundadora de l'Orde de les Serventes de Maria, branca femenina de l'orde servita.

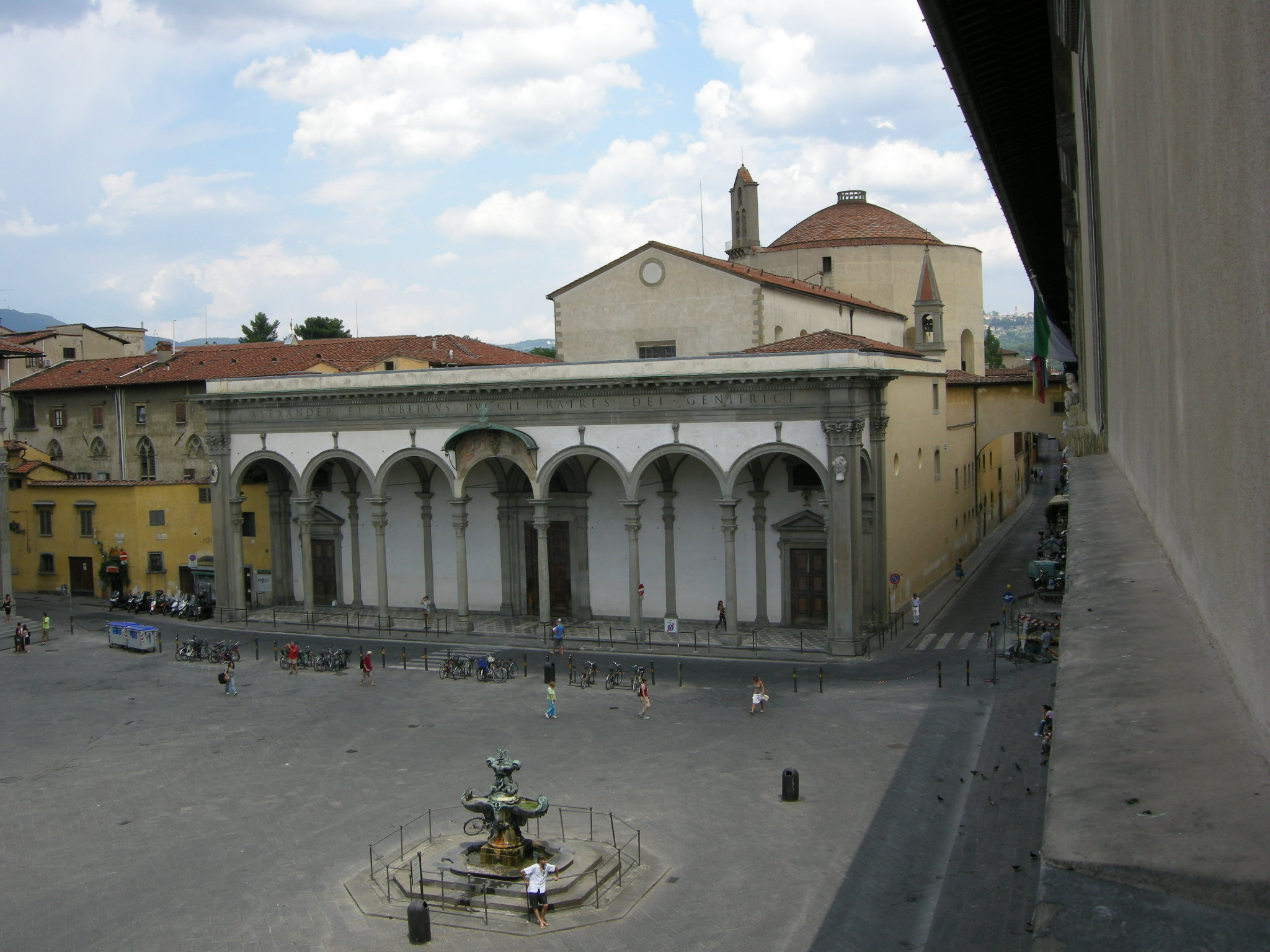
Santissima Anunziata (Florència)

Afeblida per les penitències, dejunis i pregàries contínues, va emmalaltir fins al punt que no podia rebre la comunió, que li era dipositada sobre el pit. Va morir el 19 de juny de 1341.

## Veneració
El seu cos és sebollit a la basílica de la Santíssima Anunciació de Florència. Fou beatificada el 8 de juliol de 1678 pel papa Innocenci XI i canonitzada el 16 de juny de 1737 per Climent XII.